# عود ليموني الثمار
عود ليموني الثمار (الاسم العلمي:Aquilaria citrinicarpa) هو نوع من النباتات يتبع جنس العود من الفصيلة المثنانية.